# Spoorlijn Andelot-en-Montagne - La Cluse

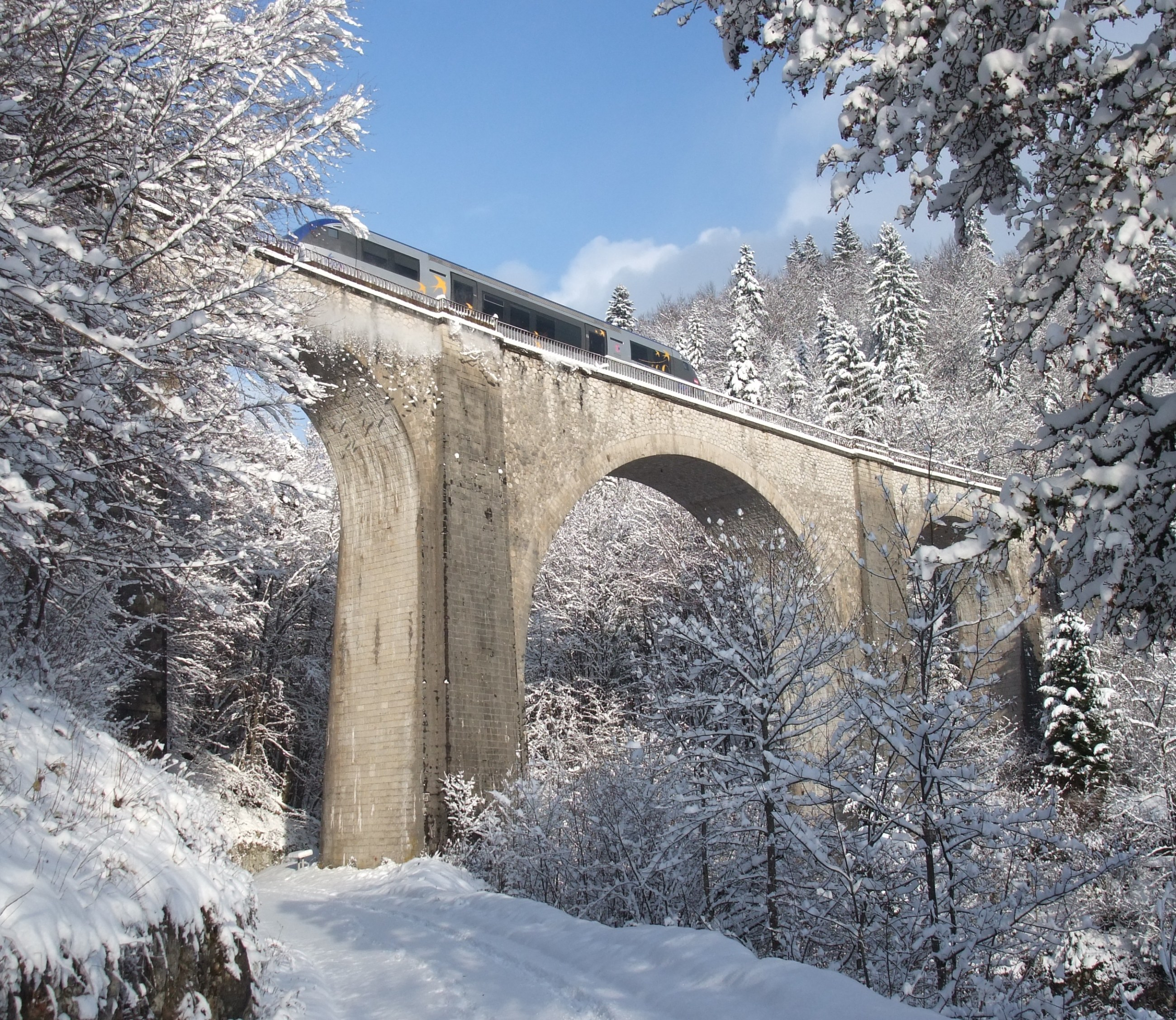
Viaduct van Saillard

De spoorlijn Andelot-en-Montagne - La Cluse (Frans: Ligne d'Andelot-en-Montagne à La Cluse) is een spoorlijn in de Franse Jura.
Met de bouw werd gestart in de jaren 60 van de 19e eeuw. Het eerste traject van de spoorlijn dat werd geopend was tussen station Andelot en station Champagnole in 1867.

## Ligne des hirondelles
Met Ligne des hirondelles ("lijn van zwaluwen") wordt het traject tussen station Andelot en station Saint-Claude bedoeld.

## Openingsgeschiedenis
De spoorlijn werd in fases geopend:
- Andelot - Champagnole: 15 juli 1867
- Champagnole - St-Laurent: 10 juli 1890
- St-Laurent - Morbier: 15 mei 1899
- Morbier - Morez: 1 juni 1900
- Morez - St-Claude: 10 augustus 1912
- St-Claude - Oyonnax: 10 juli 1889
- Oyonnax - La-Cluse: 16 mei 1885